# Waterweegbree
Waterweegbree (Alisma) is een geslacht van kruidachtige waterplanten uit de waterweegbreefamilie (Alismataceae). Het geslacht kent negen soorten. De soorten komen voor van de gematigde streken van het noordelijk halfrond tot in oostelijk tropisch Afrika.
Deze soorten komen van nature voor in de Benelux:
- Grote waterweegbree (Alisma plantago-aquatica).
- Smalle waterweegbree (Alisma gramineum)
- Slanke waterweegbree (Alisma lanceolatum)

Deze zijn waardplant voor de nachtvlinder Parapoynx stratiotatum.

## Soorten
- Alisma canaliculatum A.Braun & C.D.Bouché
- Alisma gramineum Lej. - Smalle waterweegbree
- Alisma lanceolatum With. - Slanke waterweegbree
- Alisma nanum D.F.Cui
- Alisma plantago-aquatica L. - Grote waterweegbree
- Alisma praecox Skuratovicz
- Alisma subcordatum Raf.
- Alisma triviale Pursh
- Alisma wahlenbergii (Holmb.) Juz.

## Hybriden

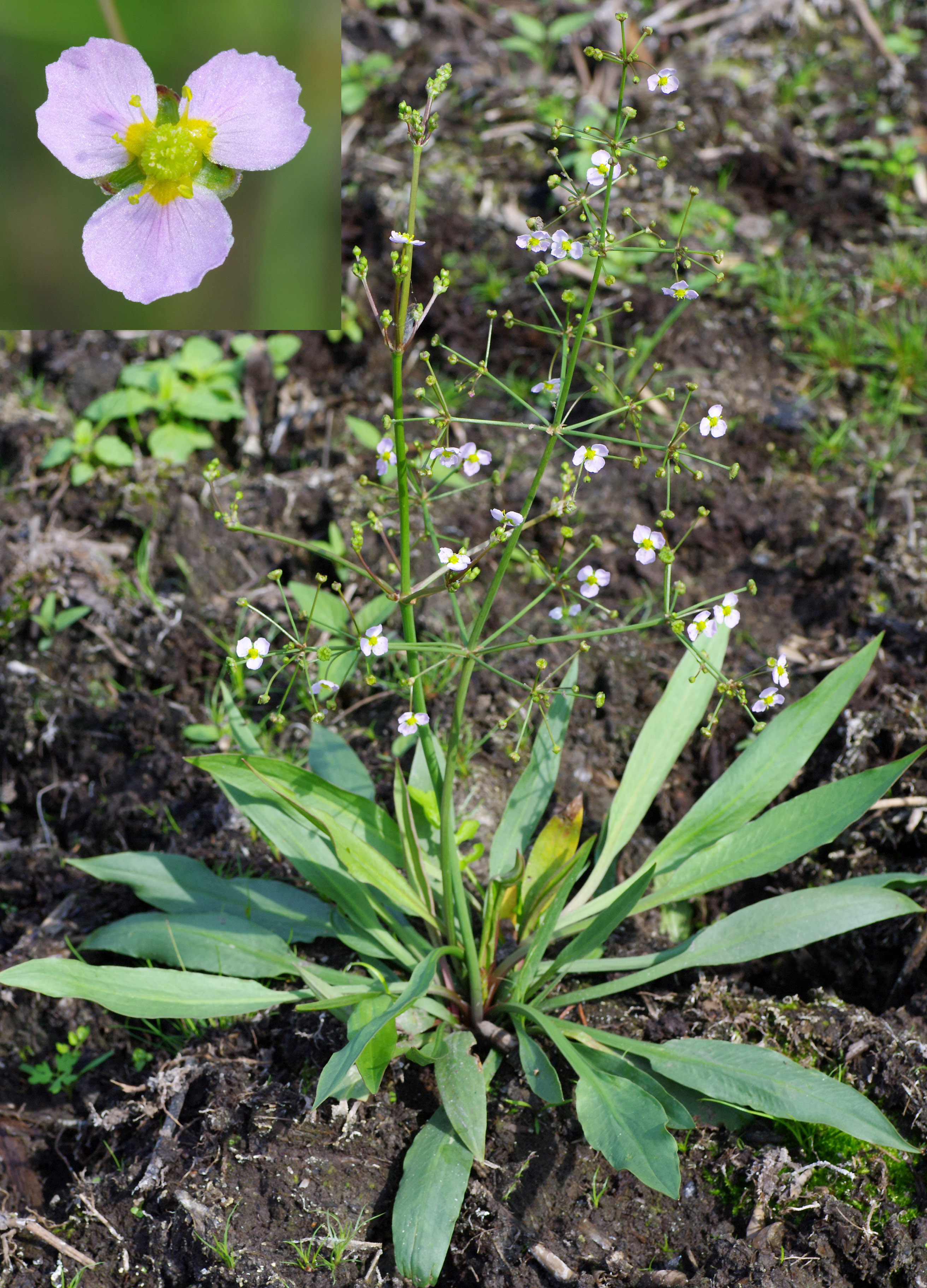
Slanke waterweegbree (Alisma lanceolatum)

- Alisma × bjoerkqvistii Tzvelev
- Alisma × juzepczukii Tzvelev
- Alisma × rhicnocarpum Schotsman

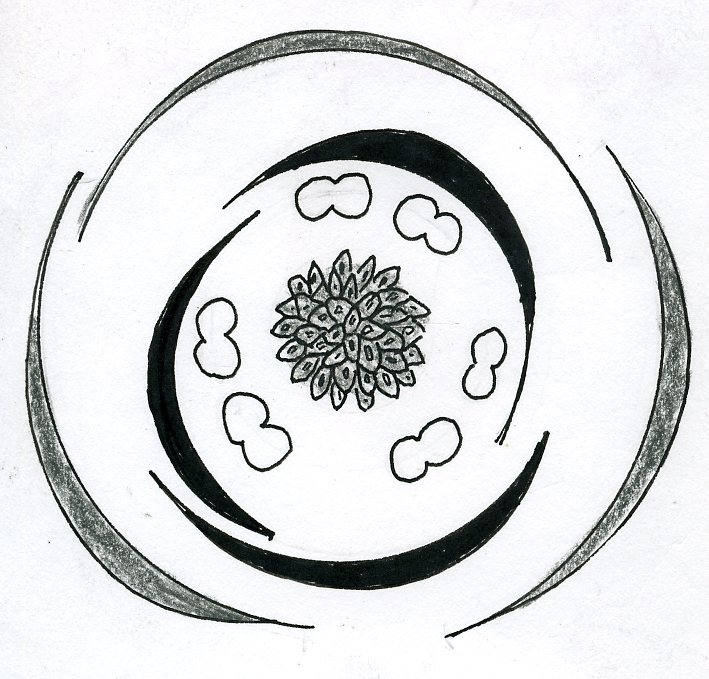
Bloemdiagram